# InterCity (Großbritannien)
InterCity (zuvor Inter-City) war der Markenname der Langstreckenexpressfahrten von British Rail.
Im Jahr 1986 unterteilte die British Railways Board seine Aktivitäten in einer Reihe von Sektoren (Sektorisierung). Der für die Fernschnellzüge verantwortliche Sektor übernahm die Marke InterCity, obwohl viele Routen, die zuvor als InterCity-Verbindungen betrieben wurden, auf andere Sektoren (z. B. London nach Kings Lynn wurden dem Nahverkehrsbereich Netzwerk Südosten übertragen) verteilt wurden.

## Herkunft des Markennamens
British Rail nutzte Inter-City erstmals im Jahr 1950 für eine Verbindung von London nach Wolverhampton. Dies war Teil des Firmenplans, nachdem alle Zugverbindungen umbenannt werden sollten.
Der Name wurde zuerst auf den Business Express der West Midlands Metro angewandt, welcher die tägliche Verbindungen nach London bediente. Die Bewohner der Region West Midlands glauben, dass der Erfolg dieser Zugverbindung zu der Einführung des Namens auf alle Langstreckenexpressverbindungen von British Rail im Jahr 1966 führte.

## Aufteilung
InterCity wurde in folgende regionale Abteilung gespalten:
- East Coast: Bietet die East Coast Main Line von London King’s Cross über Nord-Ost-England und Yorkshire nach Ost-Schottland an.
- West Coast: Bietet die West Coast Main Line von London Euston über West Midlands und Nord-Wales, nach Nord-West-England und Süd-Schottland an.
- Midland: Bietet die Midland Main Line von London St. Pancras über East Midlands nach South Yorkshire an.
- Great Western: Bietet die Great Western Main Line von London Paddington über West Country nach Süd-Wales an.
- Great Eastern: Bietet die Great Eastern Main Line von London Liverpool Street über Ostanglien nach Essex an.
- Cross-Country: Bietet verschiedene Verbindungen zwischen Großstädten an, meistens außerhalb Großraum Londons.
- Gatwick Express: Shuttle Service zwischen London Victoria und dem Gatwick Airport.

## Fahrzeuge
Die InterCity 125 oder High Speed Trains wurden erstmals im Jahr 1976 auf der Great Western Main Line von London nach Bristol, Cardiff und Swansea eingesetzt. Sie bestanden aus zwei Erste-Klasse-, einen Speise- und vier Zweite-Klasse-Wagen und einem Dieseltriebkopf an beiden Enden und waren für eine Höchstgeschwindigkeit von 125 Meilen pro Stunde vorgesehen. Ab 1977 wurde der Einsatz auch auf die Great Eastern Main Line ausgeweitert, wo sie bis 1981 die BR-Klasse 55 „Deltics“ ersetzten.
Für elektrifizierte Strecken wurde der InterCity 225 entwickelt. 31 Wendezüge wurden bis 1991 ausgeliefert und auf der East Coast Main Line mit maximal 225 km/h eingesetzt.
Eine Weiterentwicklung für 250 km/h Höchstgeschwindigkeit auf der West Coast Main Line mit dem Namen InterCity 250 wurde nicht realisiert.

## Streckenverläufe
East Coast Main Line:
London Kings Cross,
Stevenage,
Peterborough,
Grantham,
Newark North Gate,
Retford,
Doncaster,
Hull,
Wakefield Westgate,
Leeds,
York,
Northallerton
Darlington,
Durham,
Middlesbrough,
Newcastle,
Berwick-upon-Tweed,
Edinburgh,
Glasgow Central,
Dundee,
Perth,
Aberdeen,
Aviemore,
Inverness.
West Coast Main Line:
London Euston,
Watford Junction,
Milton Keynes Central (replaced Bletchley in 1982),
Rugby,
Coventry,
Birmingham International,
Birmingham New Street,
Wolverhampton,
Telford Central,
Wellington,
Shrewsbury,
Stafford,
Stoke-on-Trent,
Crewe,
Macclesfield,
Wilmslow,
Stockport,
Manchester Piccadilly,
Runcorn,
Liverpool Lime Street,
Chester,
Prestatyn,
Rhyl,
Colwyn Bay,
Llandudno Junction,
Penmaenmawr,
Llandudno,
Bangor,
Holyhead (Fähren nach Dublin)
Warrington Bank Quay,
Wigan North Western,
Preston,
Lancaster,
Oxenholme: The Lake District,
Lockerbie,
Carstairs,
Carlisle,
Motherwell,
Glasgow Central,
Ayr,
Stranraer Harbour (Fähren nach Belfast).
Great Western Main Line:
London Paddington,
Reading,
Didcot Parkway,
Swindon,
Bath Spa,
Bristol Parkway,
Bristol Temple Meads,
Weston-super-Mare,
Newport,
Cardiff Central,
Bridgend,
Port Talbot Parkway,
Neath,
Swansea,
Llanelli,
Carmarthen,
Whitland,
Tenby,
Pembroke Dock,
Haverfordwest,
Milford Haven,
Fishguard Harbour (Fähren nach Rosslare),
Taunton,
Tiverton Parkway,
Exeter St. David’s,
Newton Abbot,
Paignton,
Totnes,
Plymouth,
Bodmin Parkway,
Par,
Newquay,
St. Austell,
Truro,
Penzance.
Midland Main Line:
London St. Pancras,
Luton,
Bedford,
Wellingborough,
Kettering,
Market Harborough,
Leicester,
Loughborough,
Nottingham,
Derby,
Chesterfield,
Sheffield,
Leeds,
York,
Scarborough.
Cross Country Route:
Penzance,
Truro,
St. Austell,
Plymouth,
Totnes,
Paignton,
Torquay,
Newton Abbot,
Exeter St. David’s,
Taunton,
Bristol Temple Meads,
Bristol Parkway,
Swansea,
Neath,
Port Talbot Parkway,
Bridgend,
Cardiff Central,
Newport,
London Paddington,
Poole,
Bournemouth,
Southampton,
Ramsgate,
Margate,
Brighton,
Gatwick Airport,
Reading,
Oxford,
Gloucester,
Cheltenham Spa,
Coventry,
Birmingham International,
Birmingham New Street,
Wolverhampton,
Stafford,
Crewe,
Warrington Bank Quay,
Wigan North Western,
Stoke-on-Trent,
Macclesfield,
Stockport,
Manchester Piccadilly,
Manchester Oxford Road,
Bolton,
Hartford,
Runcorn,
Liverpool Lime Street,
St Helens Central
Preston,
Blackpool North,
Lancaster,
Oxenholme: Lake District,
Penrith,
Carlisle,
Motherwell,
Glasgow Central,
Derby,
Sheffield,
Doncaster,
Leeds,
York,
Darlington,
Durham,
Newcastle,
Berwick-upon-Tweed,
Edinburgh,
Kirkcaldy,
Dundee,
Arbroath,
Aberdeen.
Great Eastern Main Line:
London Liverpool Street,
Chelmsford,
Colchester,
Manningtree,
Harwich International (Fähren nach Hook of Holland),
Ipswich,
Stowmarket,
Diss,
Norwich.
Gatwick Express:
London Victoria,
Gatwick Airport.

## Lackierung

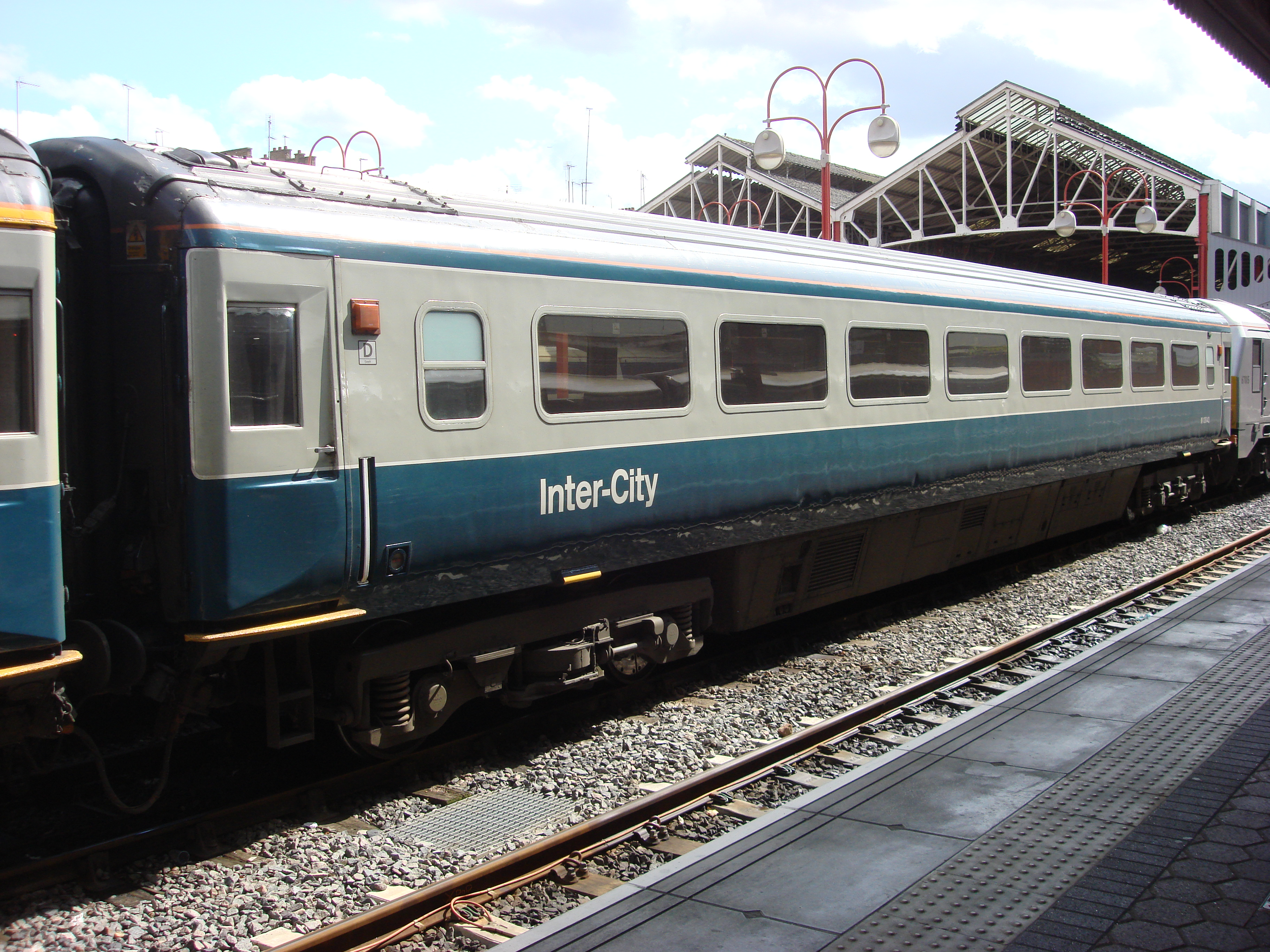
Original British Rail InterCity Lackierung

British Rail führte 1965 eine Unternehmenslackierung ein. Die Grundlackierung ist blau und die Fenster sind grau umrahmt. Die Fronten von Lokomotiven und Triebzügen wurden gelb lackiert, um die Sichtbarkeit zu verbessern, und dies wurde oft auf der Seite in verschiedenen Mengen eingebunden. Im darauffolgenden Jahr wurden dies auch auf die InterCity-Züge übertragen. Hier wurden Links neben den Türen auf die blaue Lackierung das InterCity-Logo aufgetragen.
1976 wurden die Triebfahrzeuge ebenfalls blau-grau lackiert, wobei hier noch gelbe elemente übrig blieben.
Ein neues Firmenzeichen wurde am 1. Mai 1987 als Teil der 21. Jubiläumsfeier Intercity eingeführt. Die Farben waren unverändert (obwohl Lokomotiven weniger gelb waren als zuvor), aber Lokomotiven, Wagen und Werbung hatten ein neues Logo.

## Privatisierung
Nach der Privatisierung der British Rail wurden Intercity-Züge in mehrere Franchises unterteilt. Der Caledonian Sleeper Service wurde auf ScotRail übertragen und wird seit 2015 von Serco bedient. Erste Pläne waren für die Bahnunternehmen eine Zusammenarbeit, um auch weiterhin ein konsistentes Intercity-Netz zu haben, was aber wegen Meinungsverschiedenheiten scheiterte. In den 1990er Jahren wurde der Name InterCity abgeschafft. 2013 schlug die damalige Schattenverkehrsministerin Maria Eagle vor, die Marke InterCity wieder einzuführen.